# Меморіальний музей «Партизанська іскра»
Меморіальний музей «Партизанська іскра» — меморіальний музей, присвячений діяльності підпільної молодіжної організації «Партизанська іскра» в селі Кримка Первомайського району Одеської (нині Миколаївської) області, яка діяла з кінця 1941 по лютий 1943 року. Відкритий у 1964 році.

## Передумови
Під час Другої світової війни село Кримка входило до губернаторства Трансністрії. З 1942 року в селі діяла підпільна організація спротиву «Партизанська іскра» під керівництвом директора місцевої школи Володимира Моргуненка. Підпільники мали два радіоприймачі і друкарську машинку, завдяки чому мали змогу розповсюджувати новини Радінформбюро та листівки у селах Первомайського району: Кримці, Катеринці, Кумарах, Кам'яній Балці, Новоандріївці. Бойові підпільні групи були створені в усіх названих селах, очолювали їх колишні учні Володимира Степановича: Володя Вайсман, Поліна Лойченко, Дарина Дяченко, Надія Буревич. Партизани збирали зброю, боєприпаси, організовували саботаж, диверсії.

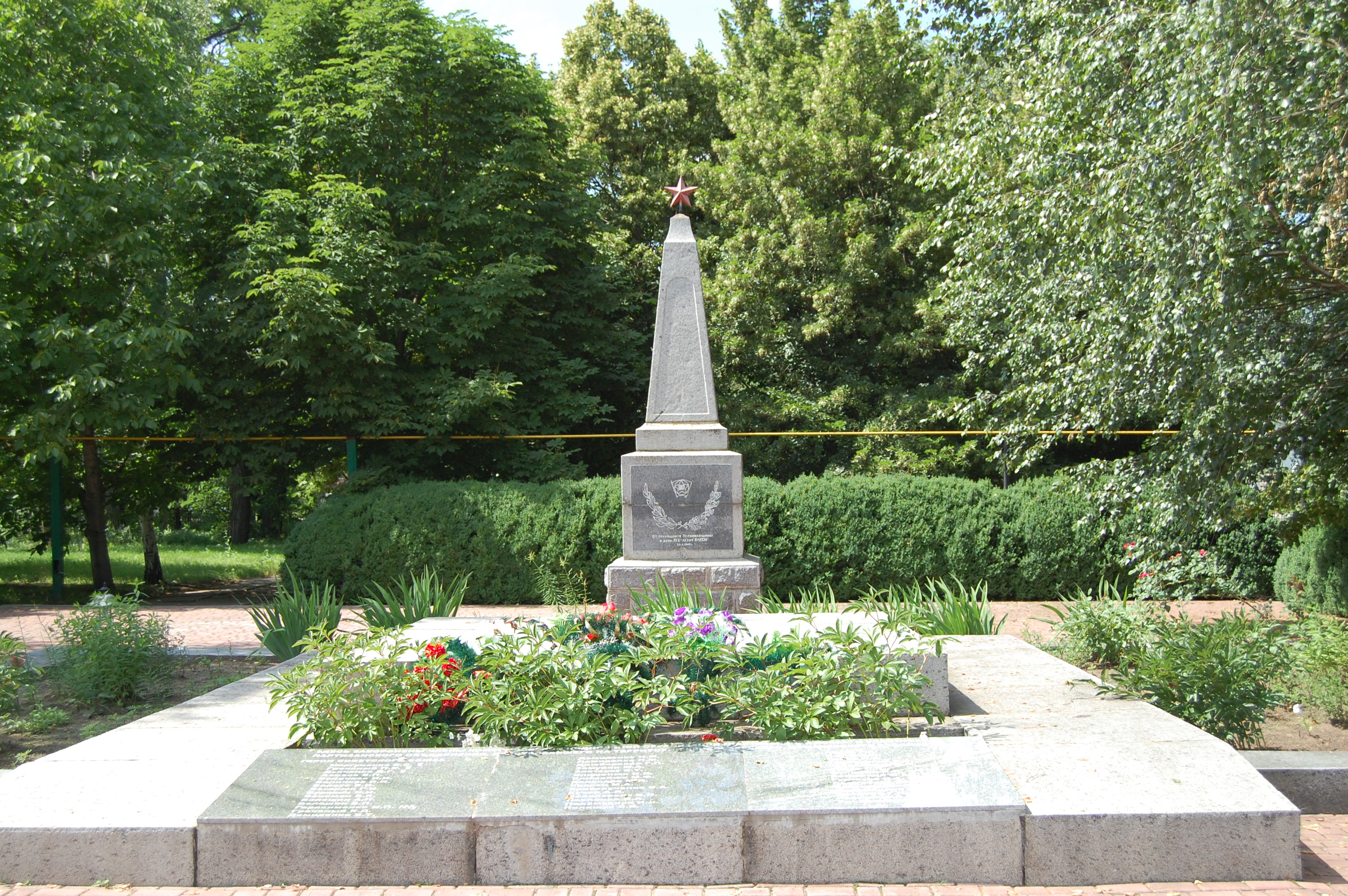
Братня могила підпільників і членів молодіжної організації «Партизанська Іскра»

17 лютого 1943 року командир організації Парфентій Гречаний скликав на острові, розташованому на річці Кодима в районі сіл Катеринка—Кримка, летючу нараду комітету. Її члени вирішили в першу чергу звільнити товаришів, і тільки потім невеликими групами зі зброєю та запасом продовольства пробиватися в ліси. Декілька чоловік повинні були залишитися в селі для зв'язку з Моргуненком та іншими бійцями ближніх сіл. Згідно плану, Олександр Кучер повинен був напасти на начальника жандармського Кримківського посту Кирила Анушку, який в цей час перебував у своєму кабінеті, але Кучер, будучи зрадником, замість цього вистрілив у Гречаного. Постріл виявився невдалим, куля пройшла повз Гречаного. Гречаний зрозумів зраду Кучера і розстріляв його в приміщенні жандармерії. 
На ранок 18 лютого з Первомайська прибув офіцер сигуранци, який почав розслідування обставин справи. Маючи список членів організації, користуючись втратою зв'язку між підпільною організацією, панікою серед населення та послугами завербованих агентів, жандармерія розпочала масові арешти членів організації, їхніх родичів та співучасників. 
28 лютого 1943 року 25 юних героїв були розстріляні на окраїні Кримки над берегом річки Кодима. Зв'язані однією мотузкою підпільники падали один на одного. Тих, що подавали ознаки життя, жандарми добивали прикладами. Три дні тіла лежали на полі, а потім були поховані на скотомогильнику за 2 кілометри від Кримки.
Парфентій Гречаний, якому вдалося втекти, через деякий час був вистежений румунами. 1 березня 1943 року, перебуваючи в оточенні, Гречаний застрелився на очах окупантів. 6 квітня 1943 року шестеро іскрівців були розстріляні біля села Петрівка, а 11 членів організації у квітні 1944 року страчені в Тираспольській катівні. Завдяки піднятому в'язнями повстанню на волю вдалося вирватись Юхиму Ющенку, Івану Герасименку, Михайлу Скибі та Миколі Остапенку. В живих залишилося лише семеро підпільників.
У липні 1944 року тіла вбитих підпільників були перепоховані в парку, який вони власноручно посадили перед війною. На місці розправи нацистів з юними героями встановлено пам'ятний обеліск.

## Історія
Музей було відкрито у 1965 (за іншими даними — у 1964) році одним з учасників молодіжної підпільної організації І. П. Герасименком.
У 1985 році розпочалася реконструкція музею за проектом випускників Київського художнього інституту на чолі із О. К. Стукаловим. Оновлений музей відкрився у 1991 році. Було добудовано великий експозиційний зал, кінозал, встановлено пам'ятник бронзового юнака-підпільника на фоні гранітних пілонів, реставровано стелу біля братської могили та насаджено молодий парк.

## Експозиції музею
Два експозиційні зали музею містять біографічну інформацію про членів організації та комітету, їх особисті речі, карти-схеми, де діяли підпільні групи сіл Первомайського району: Кримки, Катеринки, Петрівки, Кам'яної Балки, Кумарів, Андріївки, Кам'яного Мосту. В діючій експозиції також портрети патріотів, документи, зброя, радіоприймачі, фотокопії листівок, нагороди; спогади, тоді ще живої легенди, Івана Герасименка — наймолодшого члена «Партизанської іскри», матерів Парфена Гречаного, Дем'яна Попика, Олександра Кучера та інших родичів підпільників. Всі ці матеріали розповідають про діяльність молодіжної організації на території, окупованій ворогом.
Музейний фонд, в цілому, складає понад три тисячі експонатів. На основі фондових колекцій, співробітники музею створюють щорічно виставки до основних державних свят, соціально-політичних, пам'ятних та краєзнавчих дат. Кожен рік музей «Партизанська іскра» приймає понад 10 000 відвідувачів, для яких проводиться до 100 екскурсій та значна кількість заходів, а саме: традиційні урочисті збори молоді з вшанування пам'яті героїв підпільної організації, траурні мітинги до дня розстрілу героїв-іскрівців, музейні уроки, зустрічі з ветеранами Другої світової війни, свята партизанської слави тощо. Основну категорію відвідувачів музею складають школярі, які кожен раз залишають вдячні відгуки в книзі записів, а після відвідування музею, через місток потрапляють до Катеринківського лісу, де розташовано два пам'ятних знаки героям-підпільникам.